# Jerzy Trunkwalter
Jerzy Trunkwalter (ur. 14 grudnia 1933 w Borysławiu, zm. 19 lutego 2007 w Warszawie) – polski dziennikarz, teoretyk i krytyk filmowy.
Na przełomie lat 70. i 80. XX wieku, prowadził Kalejdoskop filmowy - Kino Oko, będący jednym z najpopularniejszych programów popularnonaukowych w telewizji polskiej. Juror wielu polskich festiwali filmowych, między innymi: VI Ogólnopolskiego Festiwalu Filmów Niezależnych „PUBLICYSTYKA 1999”, 11. Festiwalu Polskich Filmów Fabularnych, VIII Festiwalu Mediów w Łodzi „Człowiek w Zagrożeniu”, oraz Festiwalu Filmów Nieprofesjonalnych „Kochać człowieka” w Oświęcimiu.